# Shetland (série télévisée)
Shetland est une série télévisée policière britannique produite par la BBC Scotland et diffusée depuis le 10 mars 2013 sur BBC One. L'action se situe dans l'archipel des Shetland, quand bien même la plupart des scènes sont filmées en Écosse.
La première saison, diffusée en 2013, consiste en une même intrigue qui court sur deux épisodes, inspirée du roman L'Heure écarlate (Red Bones, 2009) de la romancière britannique Ann Cleeves.
La deuxième saison, diffusée en 2014, consiste en trois intrigues de deux épisodes chacune, inspirées des romans Noire solitude (Raven Black, 2006), Dead Water (2013, non encore traduit en français), puis Bleu comme la peur (Blue Lightning, 2011).
Les troisième, quatrième, cinquième et sixième saisons consistent en une même intrigue de six épisodes chacune. Elles ne sont pas inspirées d'un roman d'Ann Cleeves.
Le 2 décembre 2019, BBC One annonce que la série est renouvelée pour deux futures saisons en 2020 et 2021 toujours avec Henshall et O’Donnell au casting. Néanmoins, à la suite de la pandémie de Covid-19 la production a été reportée. La diffusion de la saison 6 a débuté le 20 octobre 2021 sur la BBC et la saison 7 le 10 août 2022. 

## Distribution

### Acteurs principaux
- Douglas Henshall (VFB : Sébastien Hébrant) : Jimmy Perez, inspecteur principal (saisons 1 à 7)
- Ashley Jensen : Ruth Calder, inspecteur principal (saison 8–)
- Alison O'Donnell (VFB : Héléna Coppejans) : Alison « Tosh » MacIntosh, sergent
- Steven Robertson (en) (VFB : Maxime Van Santfoort) : Sandy Wilson, agent de police
- Mark Bonnar (VFB : Steve Driesen) : Duncan Hunter, père biologique de Cassie
- Julie Graham (VFB : Karin Clercq) : Rhona Kelly, procurator fiscal (depuis la saison 2)
- Lewis Howden (VFB : Pascal Gruselle) : Billy McCabe, police sergeant (depuis la saison 4, récurrent 1 et 3)
- Erin Armstrong (VFB : Aaricia Dubois) : Cassie Perez, fille de Jimmy (depuis la saison, auparavant récurrente)
- Anne Kidd (VFB : Jacqueline Ghaye) : Cora McLean, forensic pathologist (depuis la saison 5, récurrent 2–4)
- Stewart Porter (VFB : Pierre Bodson) : Billy McBride, police sergeant (saison 2 seulement, en remplacement de Lewis Howden)

### Acteurs ponctuels
- Gemma Chan (VFB : Marie Braam) : Hattie (S1E01, S1E02)
- Hannah Donaldson (VFB : Sandrine Henry) : Meg Hamilton (S4E01, S4E02)

## Épisodes

### Première saison (2013)
1. L'heure écarlate (Red Bones) - Première partie : L'inspecteur détective Jimmy Perez et son équipe enquêtent sur la mort d'un archéologue et les enquêteurs trouvent un lien avec le Shetland Bus.
2. L'heure écarlate (Red Bones) - Seconde partie : Avec deux meurtres et aucun lien entre eux, l'inspecteur Perez et son équipe doivent appréhender le suspect avant que la foule arrive sur les îles Shetland pour Up Helly Aa, le plus grand festival du feu en Europe.

### Deuxième saison (2014)
1. Noire solitude (Raven Black) - Première partie : L'inspecteur Jimmy Perez et son équipe enquêtent sur le meurtre d'une adolescente dont le corps a été retrouvé sur une plage isolée. A plusieurs reprises le même nom apparaît, celui d'un reclus local Magnus Bain, dont la maison donne sur la scène du crime et qui avait forgé une amitié improbable avec la victime. Mais le bureau du coroner attire l'attention sur la disparition non résolue d'une jeune fille nommée Catriona 19 ans auparavant, une affaire qui comporte plusieurs similitudes avec celui-ci.
2. Noire solitude (Raven Black) - Seconde partie : Après la découverte du corps de Catriona, disparue depuis presque deux décennies, l'inspecteur Jimmy Perez invite Magnus pour un nouvel interrogatoire. Mais au poste de police, l'inspecteur agresse Magnus. Le superintendant envoie l'inspecteur chez le psychologue. L'inspecteur Perez décide de ré-examiner les éléments de preuve, quand le frère de Catriona révèle qu'elle avait une cachette dans leur ancienne maison, celle où Catherine a également vécu.
3. Mortes-eaux (Dead Water) - Première partie: Un journaliste meurt dans un accident de voiture suspect, et il se trouve que c'était un vieil ami de Perez. Un médecin légiste est appelé à assurer une vision objective de l'affaire. Alors que l'équipe attend ses résultats, les enquêteurs cherchent les raisons du retour de la victime sur l'île et ils découvrent que la victime travaillait sur les plans d'un nouveau pipeline controversé d’acheminement de gaz.
4. Mortes-eaux (Dead Water) - Seconde partie : La découverte du corps de John Henderson conduit l'inspecteur Perez à se demander si ce second meurtre est lié à la mort de son ami journaliste Jerry, une théorie apporte plus de poids grâce aux découvertes de l'enquêteur judiciaire Willow Reeves.
5. Bleu comme la peur (Blue Lightning) - Première partie : Un scientifique est retrouvé mort dans l'observatoire d'oiseaux sur  Fair Isle. Travaillant seul et sans équipe médico-légale, les inspecteurs parlent à des amis, famille et collègues de la victime et alors que les tensions sont déjà fortes, la tempête oblige Perez et les suspects à rester ensemble sous un même toit.
6. Bleu comme la peur (Blue lightning) - Seconde partie : Le temps est compté pour Perez et Tosh car leur principal suspect, gravement brûlé lors d'un incendie, est transféré à l'hôpital et il est difficile de savoir si le feu est d'origine criminel ou bien accidentel. L'inspecteur porte son attention vers Finlay Caulfield à cause des photos d'Anna trouvées dans son appareil photo, et alors qu'il devient clair qu'il était obsédé par elle, cela n'est pas être suffisant pour accuser le harceleur de ce meurtre. Il reste encore beaucoup de questions sans réponse jusqu'à ce que Sandy remarque quelque chose sur les vidéos de surveillance qui amènent l'enquête vers une autre direction.

### Troisième saison (2016)
1. Traversée fatale - Première partie : Quand un jeune homme disparaît sur un ferry et qu'un petit garçon finit en soins intensifs, l'inspecteur Jimmy Perez et son équipe sont convaincus que les deux événements sont liés.
2. Traversée fatale - Deuxième partie : Perez est de plus en plus convaincu que Michael Maguire est impliqué dans la mort horrible d'un jeune homme découvert dans un conteneur d'expédition.
3. Traversée fatale - Troisième partie : L'enquête de Perez et Tosh les conduit à Glasgow, où ils espèrent découvrir la vérité derrière la mort brutale de Maguire et sa connexion à Robbie Morton. Mais les vieux fantômes reviennent hanter Perez, et avec ses ennemis essayant de l'empêcher de découvrir le meurtrier .
4. Traversée fatale - Quatrième partie : Perez et son équipe sont déterminés à traquer l'assassin de Michael Thompson. Mais comme l'enquête s'accélère, les agents impliqués dans l'enquête sont tous sous la menace. Sandy voit le tueur par hasard dans un bâtiment en ruine et il est assommé. Tosh, de retour de Glasgow, est enlevée à l'aéroport.
5. Traversée fatale - Cinquième partie : Tosh est retrouvé indemne. Perez continue d'enquêter sur le double meurtre.
6. Traversée fatale - Sixième partie : Perez et son équipe enquêtent sur un double meurtre et il semblerait que les victimes connaissaient leur assassin.

### Quatrième saison (2018)
1. L'Emprise du passé - Première partie : Perez et son équipe sont obligés de rouvrir une affaire en instance depuis 23 ans lorsque le meurtrier condamné, Thomas Malone, est libéré de prison. L'affaire concerne l'adolescente Lizzie Kilmuir, qui a été retrouvée étranglée à mort sur un four. À son retour dans les Shetland, Thomas tente de se faire pardonner par la sœur jumelle de Lizzie, Kate. Pendant ce temps, la journaliste locale Sally McColl assiste à un festival avec le groupe d’amis du Shetland Folk Festival, mais ne rentre pas chez elle plus tard dans la soirée. Le lendemain, elle est retrouvée étranglée à mort dans un four, dans ce qui ressemble à une imitation du meurtre de Lizzie. Perez est forcé d'annoncer la nouvelle à Drew, le père de Sally et un ancien policier qui a mené l'enquête sur le meurtre de Lizzie..
2. L'Emprise du passé - Deuxième partie : Perez cherche à savoir qui a attaqué Thomas, et les circonstances font penser à Benny Ray. Sandy interroge Jo Halley, qui affirme avoir vu Sally se disputer avec un Norvégien lors du festival folklorique. Allan Killick révèle qu'il s'est rendu compte que Sally lui avait menti de son vivant. Un test ADN sur un cheveu trouvé sur le foulard de Lizzie Kilmuir révèle qu'il s'agit d'un parent d'Alan. Cependant, lorsque le père décédé d'Alan est testé, il s'avère qu'ils ne sont pas liés. Tosh interroge des employés de Forst Energy, une société norvégienne sur laquelle Sally enquêtait, et découvre une piste de la femme de Robbie, mais il fait froid quand elle est payée. Perez apprend que le procès de Thomas était contraire à l'éthique, en partie parce que Benny Ray, qui a témoigné contre Thomas, était un informateur rémunéré.
3. L'Emprise du passé - Troisième partie : Tosh se rend pour retrouver le mystérieux Andreas Hagan en Norvège, où elle rencontre le détective Lars Bleymann, qui prend un instant pour elle. Se retrouvant entraînée dans un monde trouble de militants d'extrême-droite, Tosh est alarmée lorsqu'elle retourne à sa chambre d'hôtel plus tard dans la nuit et trouve quelqu'un en train de fouiller dans ses affaires. Perez interroge Donna après avoir reçu les résultats du test ADN.
4. L'Emprise du passé - Quatrième partie : Perez et Tosh se retrouvent poursuivis par les services secrets pour leur enquête en Norvège, mais leur principal suspect est Mathias Soderland. Perez interroge Duncan au sujet d'une vidéo-cassette d'une fête d'anniversaire à laquelle Lizzie a assisté quelques jours avant sa mort, et à laquelle il était présent. Sandy reçoit un appel de détresse de Jo Halley et arrive dans son entrepôt pour constater que celui-ci a été saccagé.
5. L'Emprise du passé - Cinquième partie : Tosh commence à se demander si Lars pourrait être impliqué dans l'assassinat de Sally après avoir appris qu'il savait à propos des travaux qui avaient lieu sur l'île une semaine avant son arrivée. Un examen de la vidéo montrant l'arrivée de Sally en Norvège révèle que son trousseau comprend une clé USB contenant une vidéo de Lars assistant à une réunion de la NDA. Sous surveillance, Lars admet avoir agressé Jo Halleys mais nie être impliqué dans les meurtres, affirmant qu'il a assisté à la dispute entre Sally et un autre homme la nuit de la mort, mais Perez est choqué lorsque Lars identifie Duncan.
6. L'Emprise du passé - Sixième partie : Jimmy Perez se rend compte qu'il n'a d'autre choix que de faire venir Duncan pour un interrogatoire. Duncan nie avoir assassiné Lizzie et Sally, mais admet avoir eu une liaison avec Donna Killick. Durant un examen des images trouvées sur la clé de mémoire de Sally, Sandy trouve une photo prise à bord du ferry en juin 1993, peu après l'assassinat de Lizzie, qui semble identifier le meurtrier. Quand l'ADN de Duncan correspond à l'échantillon trouvé sur l'écharpe de Lizzie, Jimmy est obligé d'annoncer la nouvelle à Cassie qu'Alan est son demi-frère. Après que Donna ait avoué le meurtre, Drew McColl dit à Perez qu'il essayait de protéger Donna, et qu'en faisant ainsi il a tué sa fille, Sally. Enfin débarrassé de ses deux meurtres, Thomas subit une crise cardiaque fatale et ceci en tant qu'homme libre.

### Cinquième saison (2019)
1. Marchands d'âmes - Première partie
2. Marchands d'âmes - Seconde partie
3. Marchands d'âmes - Troisième partie
4. Marchands d'âmes - Quatrième partie
5. Marchands d'âmes - Cinquième partie
6. Marchands d'âmes - Sixième partie

### Sixième saison (2021)
La sixième saison de six épisodes a été diffusée à partir du 20 octobre 2021.

### Septième saison (2022)
Une septième saison de six épisodes a été diffusée à partir du 10 août 2022.

### Huitième saison (2023)
Elle est prévue pour 2023. Douglas Henshall ayant quitté la série après 7 saisons, Ashley Jensen prend le rôle de Ruth Calder, inspectrice principale, une shetlandaise qui revient dans les îles après avoir travaillé 20 ans à Londres.